# Señorío de Marchena
El Señorío de Marchena fue un señorío jurisdiccional español que comprendía las tierras del municipio de Marchena, ubicado en la provincia de Sevilla. 

## Historia
El 18 de diciembre de 1309 Fernando IV de Castilla, que se hallaba en el sitio de Algeciras, concedió por juro de heredad a Fernando Ponce de León, bisnieto del rey Alfonso IX de León, el señorío de Marchena y el castillo de dicho lugar, como recompensa por los servicios prestados al monarca durante el asedio y a fin de asegurar el poblamiento y la defensa de la villa, y el nuevo señor de Marchena tendría en lo sucesivo la potestad de administrar civil y militarmente las tierras y personas de su señorío, según consta en el documento en el que se consignó la donación:

Por facer bien é merced á vos don Fernando Perez Ponce mio vasallo, é por muchos servicios é bonos que me vos siempre fecistes é facedes, tengo por bien de vos dar Marchena con su pueblo por juro de heredad para vender é empeñar, é cambiar, é enagenar, e para facer de ella é en ella lo que vos quisieredes así como de lo buestro mismo...é dovos la con todo su termino asi como parte con las otras villas é castillos de su pertenencia, con éxidos e con aldeas, é con entradas é con salidas, é con aguas, é con pastos, é con montes, é con fuentes, é con ríos, e con todos los derechos que yo he é debo haber deste dia de hoy adelante que este privilegio es hecho en cualquier manera que los yo y haya, é con todas sus pertenencias quantas ha é haber debe, donación buena é sana sin entredicho ninguno en tal manera que no fagades della guerra é pas, é que me cojades en ella irado é pagado. E dovos la que la hayades libre é quita para siempre jamas sin contrallar ninguna señaladamente por muchos servicios é bonos que nos vos fesistes e facedes en la cerca que yo fis sobre Algesira.

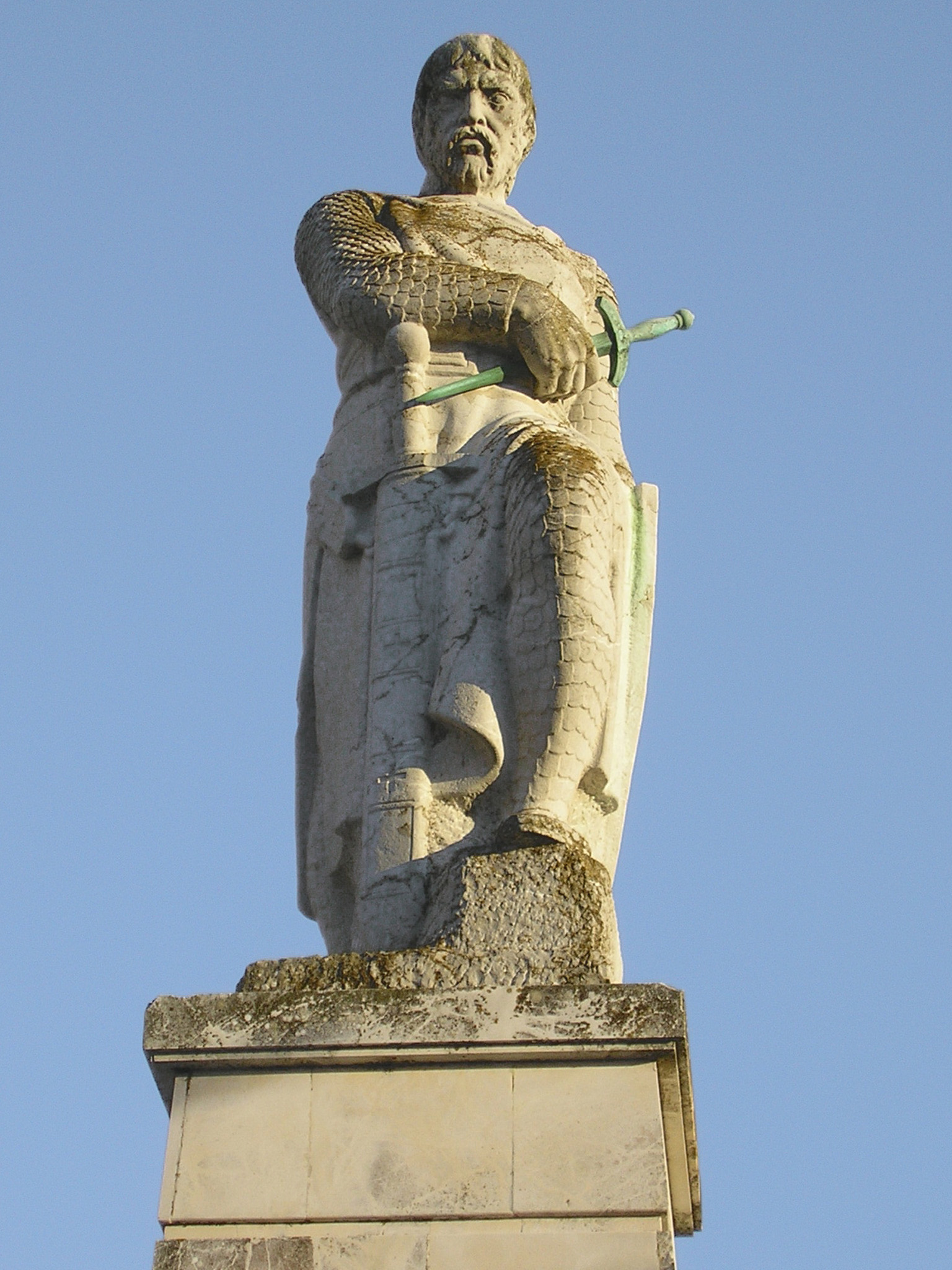
Estatua de Guzmán el Bueno en Tarifa.

El historiador Rafael Sánchez Saus destacó que con el paso del tiempo la rama de los señores de Marchena, inaugurada por Fernando Ponce de León, llegaría a ser la cabeza de su linaje, ya que de él descienden los marqueses de Cádiz y los duques de Arcos, y a lo largo de los siglos numerosos historiadores han disputado a causa del patrimonio aportado como dote a Fernando Ponce por Isabel de Guzmán, siendo la clave del debate cómo el señorío de Marchena fue a parar a manos de los Ponce de León. El cronista Pedro Barrantes Maldonado señaló en el siglo XVI que la hija mayor de Guzmán el Bueno aportó al matrimonio como dote Rota, Chipiona, la mitad de Ayamonte y 100 000 maravedís anuales en un juro sobre las rentas de Marchena, y Francisco de Rades señaló que Marchena y Rota fueron entregadas a Fernando Ponce de León como dote matrimonial por su esposa. Por otra parte, Rafael Sánchez Saus afirmó en 1989 que los cien mil maravedís anuales sobre las rentas de Marchena y el resto de la dote aportada por su esposa permitieron a Fernando Ponce de León «comprar el resto de la villa» de Marchena a Fernando IV, quien le haría señor de ella en 1309, y dicho historiador señala también que Isabel de Guzmán aportó también 50 000 maravedís anuales de juro sobre Medina Sidonia, villa sobre la que los Ponce de León ejercerían una gran influencia hasta que Alfonso XI de Castilla la entregó a su amante, Leonor de Guzmán.
Sin embargo, Pedro de Salazar y Mendoza manifestó en el siglo XVII, basándose en la donación llevada a cabo por Fernando IV en diciembre de 1309, que Marchena no perteneció jamás a Guzmán el Bueno, y que por tanto no pudo entregarla a su hija como dote, y Juan Luis Carriazo Rubio, por su parte, planteó en 1997 la siguiente hipótesis:

Dote, compra y donación regia son perfectamente compatibles. Al pasar los derechos sobre Marchena a Fernán Pérez Ponce (Fernando Ponce de León), le sería posible comprar al monarca con mayor facilidad el resto de la villa. La merced real con la concesión del señorío, justificada por los servicios militares prestados, sería inmediatamente posterior y vendría a sancionar una realidad ya existente. Ahora bien, esto no deja de ser una hipótesis sobre la inclusión de Marchena en la dote de Isabel de Guzmán.

## Señores de Marchena
- Luis de Castilla, infante de Castilla, I señor de Marchena, Zuheros, Zuhered y Escañuela, hijo de Fernando III el Santo, rey de Castilla y León, y Juana de Danmartín.
- Luis de Castilla, II señor de Marchena, Briviesca, Astudillo y Gatón, hijo del anterior.
- Alfonso Pérez de Guzmán el Bueno (m. 1309), III señor de Marchena y I señor de Sanlúcar de Barrameda.
- Fernando Ponce de León, IV señor de Marchena, yerno del anterior, bisnieto del rey Alfonso IX de León (1309-1331), padre de Fernando III de Castilla, arriba;
- Pedro Ponce de León el Viejo, V señor de Marchena, hijo del anterior y de Isabel de Guzmán. (1331-1352);
- Juan Ponce de León (m. 1367), VI señor de Marchena, hijo del anterior y de Beatriz de Lauria, bisnieta de Jaime I de Aragón (1352-1367);
- Pedro Ponce de León (m. c. 1374), VII señor de Marchena, hermano del anterior e hijo de Pedro Ponce de León el Viejo (1367-1387);
- Pedro Ponce de León, VIII señor de Marchena y I conde de Arcos;
- Juan Ponce de León y Ayala, IX señor de Marchena y II conde de Arcos.
- Rodrigo Ponce de León y Núñez, X señor de Marchena y III conde de Arcos.